# Braslovče
Braslovče (IPA: [ˈbraːslɔu̯t͡ʃɛ], németül: Fraßlau IPA: [ˈfraːslaʊ̯]) város és község neve Szlovénia Savinjska régiójában, Braslovče község székhelye. Először 1140-ben említik. A 14. század másik felében piaci jogokat kapott a Cillei grófoktól. A városi templomot, melyet Szűz Máriának szenteltek, először 1255-ben lett említve.
A második világháború hivatalosan véget ért Szlovéniában amikor Alexander Löhr parancsnok megadta magát a német csapatok nevében Letušban, 1945 májusában.

## A község települései
Dobrovlje, Glinje, Gomilsko, Grajska vas, Kamenče, Letuš, Male Braslovče, Orla vas, Parižlje, Podgorje pri Letušu, Podvrh, Poljče, Preserje, Rakovlje, Spodnje Gorče, Šentrupert, Šmatevž, Topovlje, Trnava, Zakl, Zgornje Gorče